# Vykolejení

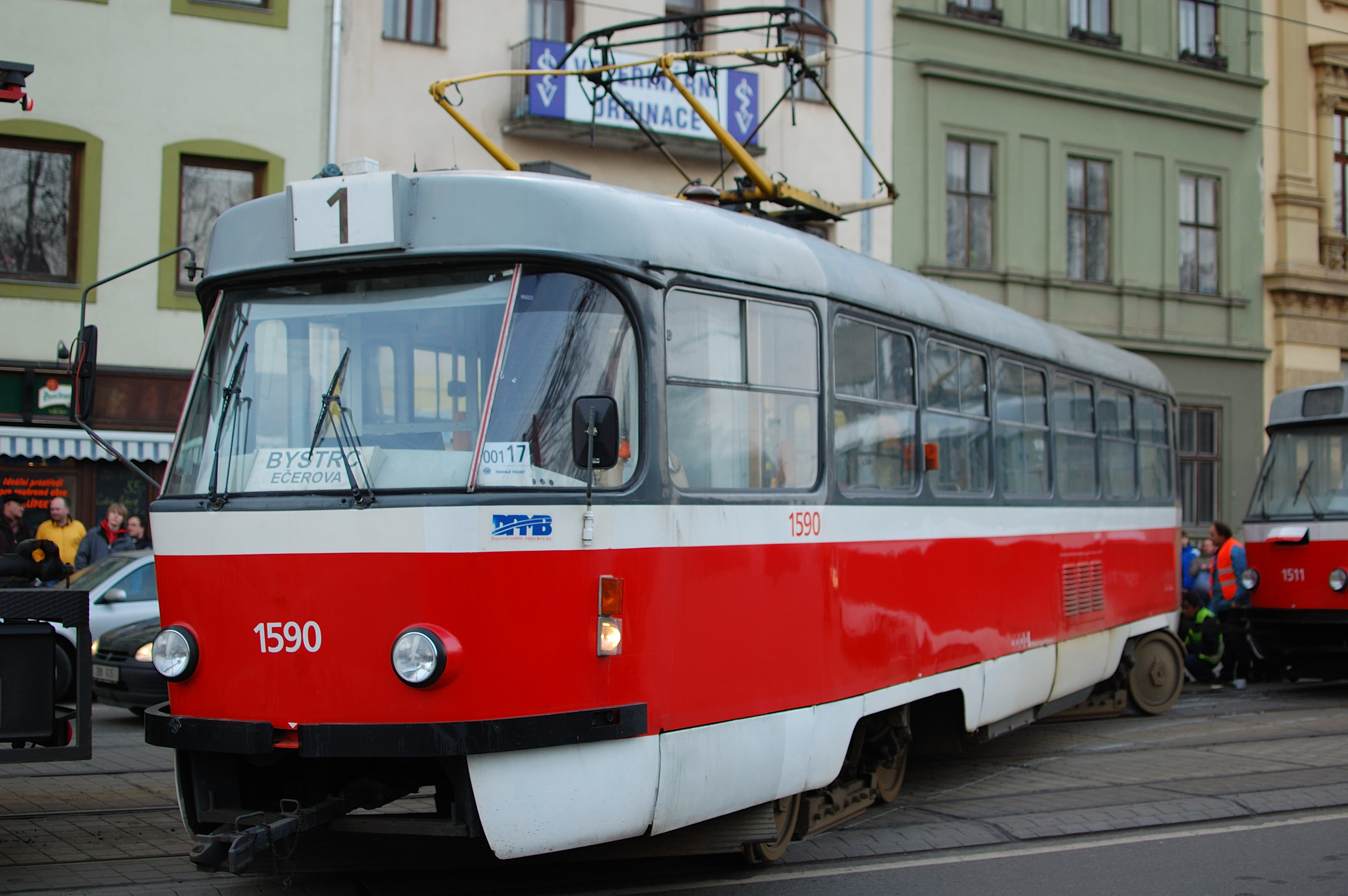
Vykolejená tramvaj Tatra T3 na Lidické ulici v Brně.

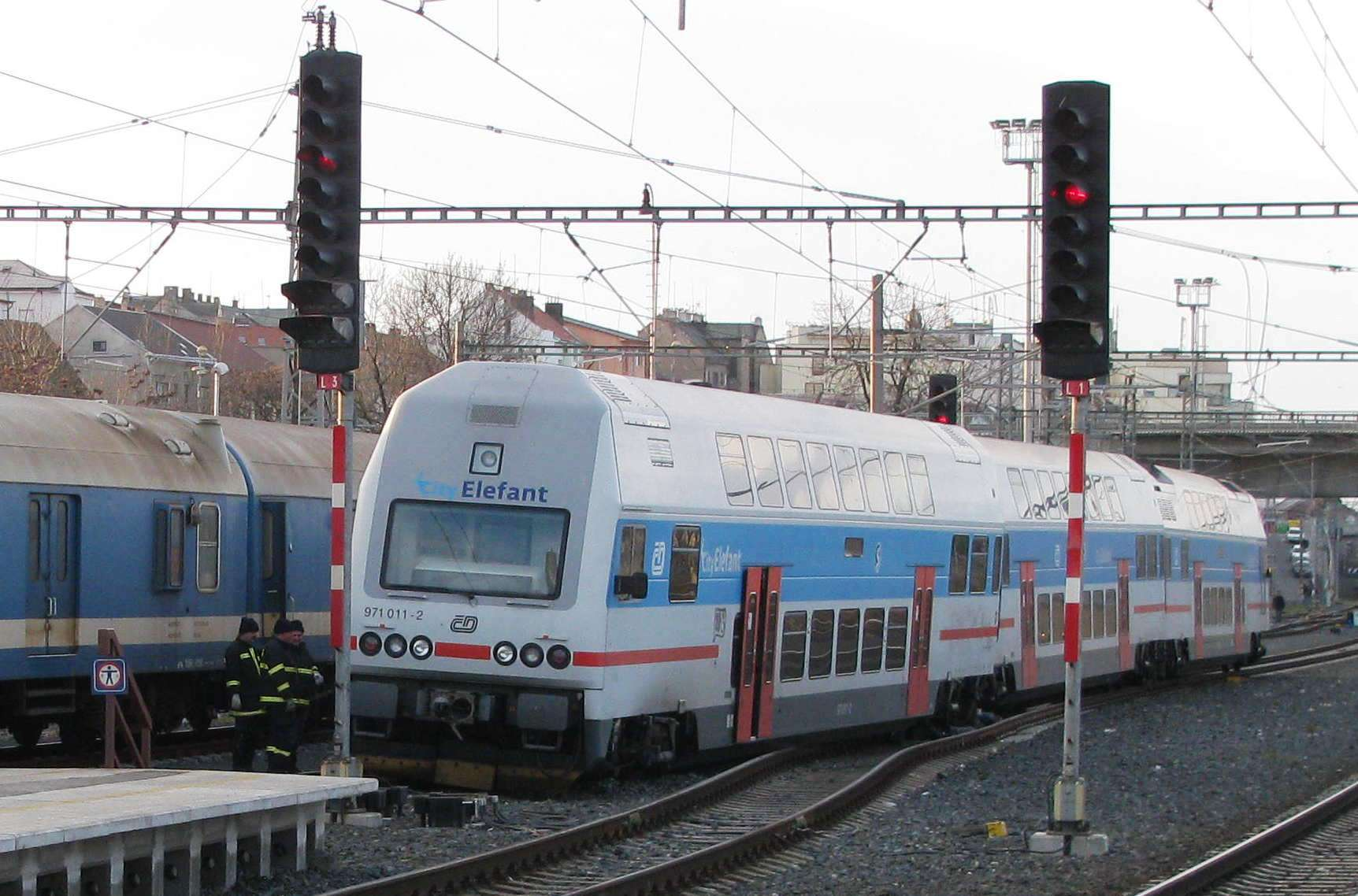
Vykolejení způsobené přestavením výhybky do mezipolohy (zde nezáměrným).

Vykolejení, též vyšinutí, je situace, při které kolejové vozidlo nebo jen některé dvojkolí vozidla za jízdy opustí, byť dočasně, hlavu kolejnice.

## Popis
Vykolejení je nejčastěji způsobeno situací, kdy řídící síla na vedoucím kole v oblouku překročí mez, kterou je toto kolo schopné přenést na kolejnici, a kolo vyšplhá okolkem na hlavu kolejnice. Tato situace může být způsobena poruchou geometrické polohy koleje – tzv. křížový propad – nebo poruchou vypružení vozidla – lom pružiny, zatuhnutí vedení dvojkolí.
K vykolejení může dojít při poruše koleje i při srážce dvou či více kolejových vozidel nebo při srážce vozidla s překážkou. Překročení stanovené rychlosti nebývá prvotní příčinou vykolejení, ale zvýšené namáhání koleje a vozidla může vést k poruše a následnému vykolejení.
Vykolejení se používá i jako prostředek nouzového zastavení vozidel. K vykolejení v tomto případě slouží výkolejka, odvratná výhybka nebo jiné zařízení k tomuto přímo určené, anebo improvizované prostředky – přestavení jazyků výhybky do mezipolohy, za války i uvolnění kolejnice, trhaviny a podobně. K návratu vykolejeného vozidla na koleje zpravidla se využívá kolejový jeřáb nebo hydraulické zvedáky. V některých případech je možné použít i zpětné natažení na kolej pomocí nakolejovacích klínů, případně i bez nich.

## Detektory vykolejení
K vývoji detektoru vykolejení vedlo železniční neštěstí v roce 1994 ve Švýcarsku, při kterém ve městě vykolejily a začaly hořet vagony s chemikáliemi, byli vážně zraněni tři lidé a celková škoda dosáhla mnoha miliónů eur.
Z analýzy Švýcarských železnic vyplynulo, že zhruba 80 % všech železničních neštěstí nákladních vozů způsobilo vykolejení vlaku.
V roce 2001 byl detektor vykolejení EDT101 vyvinutý společností Knorr-Bremse schválený Mezinárodní železniční unií UIC.

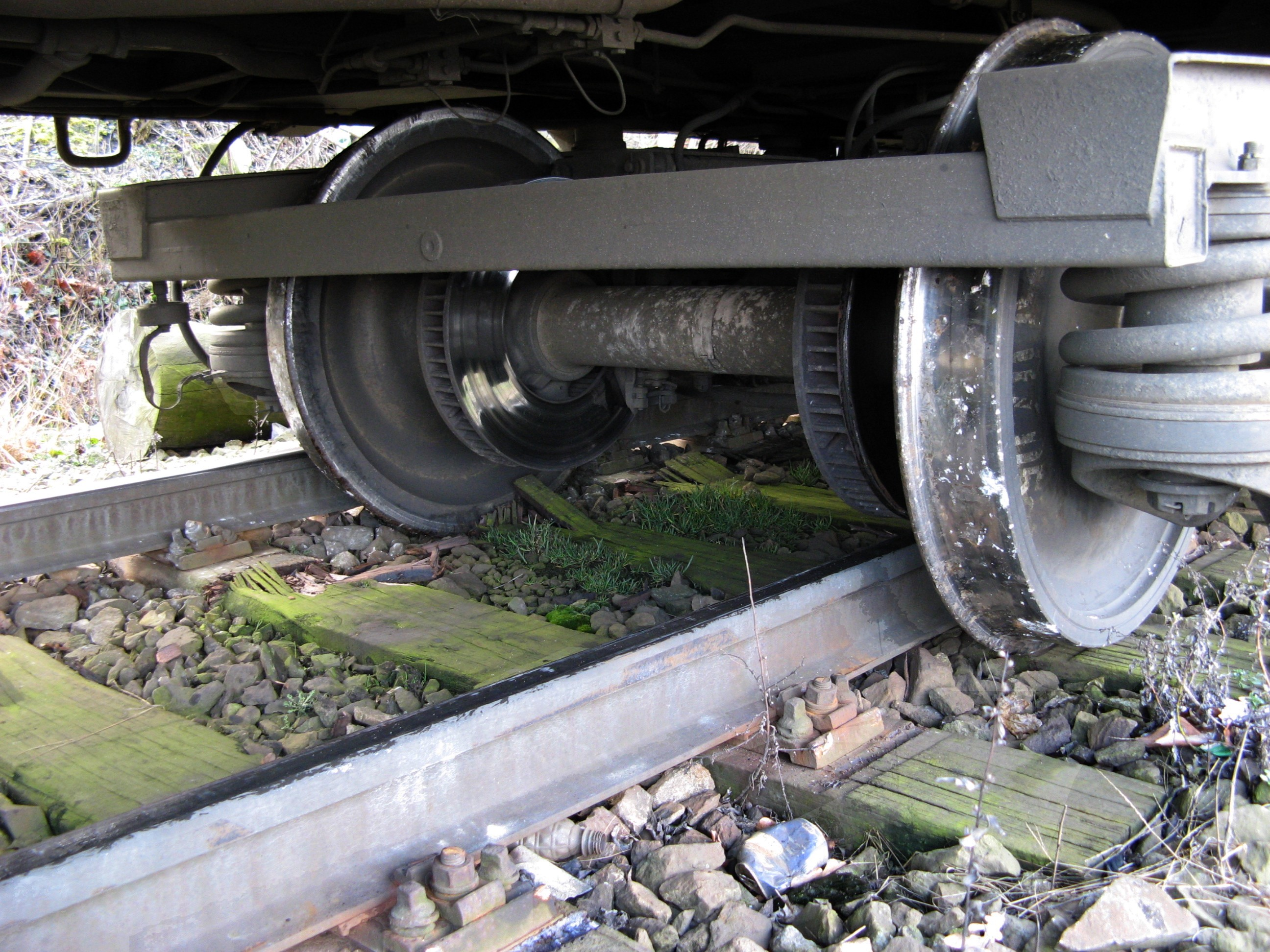
Vykolejené dvojkolí vlaku mezi stanicemi Praha hl. n. a Praha-Libeň
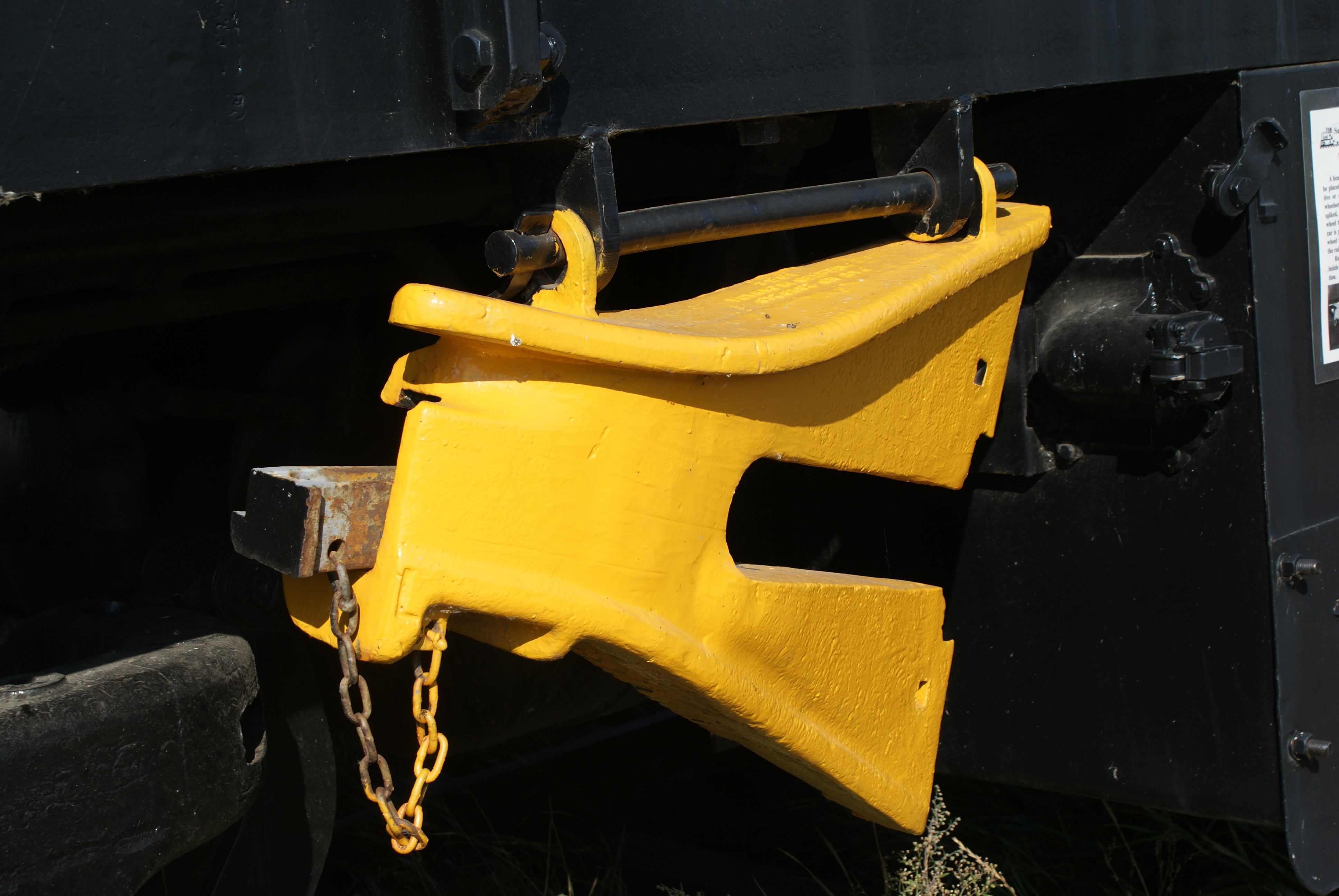
Nakolejovací klín
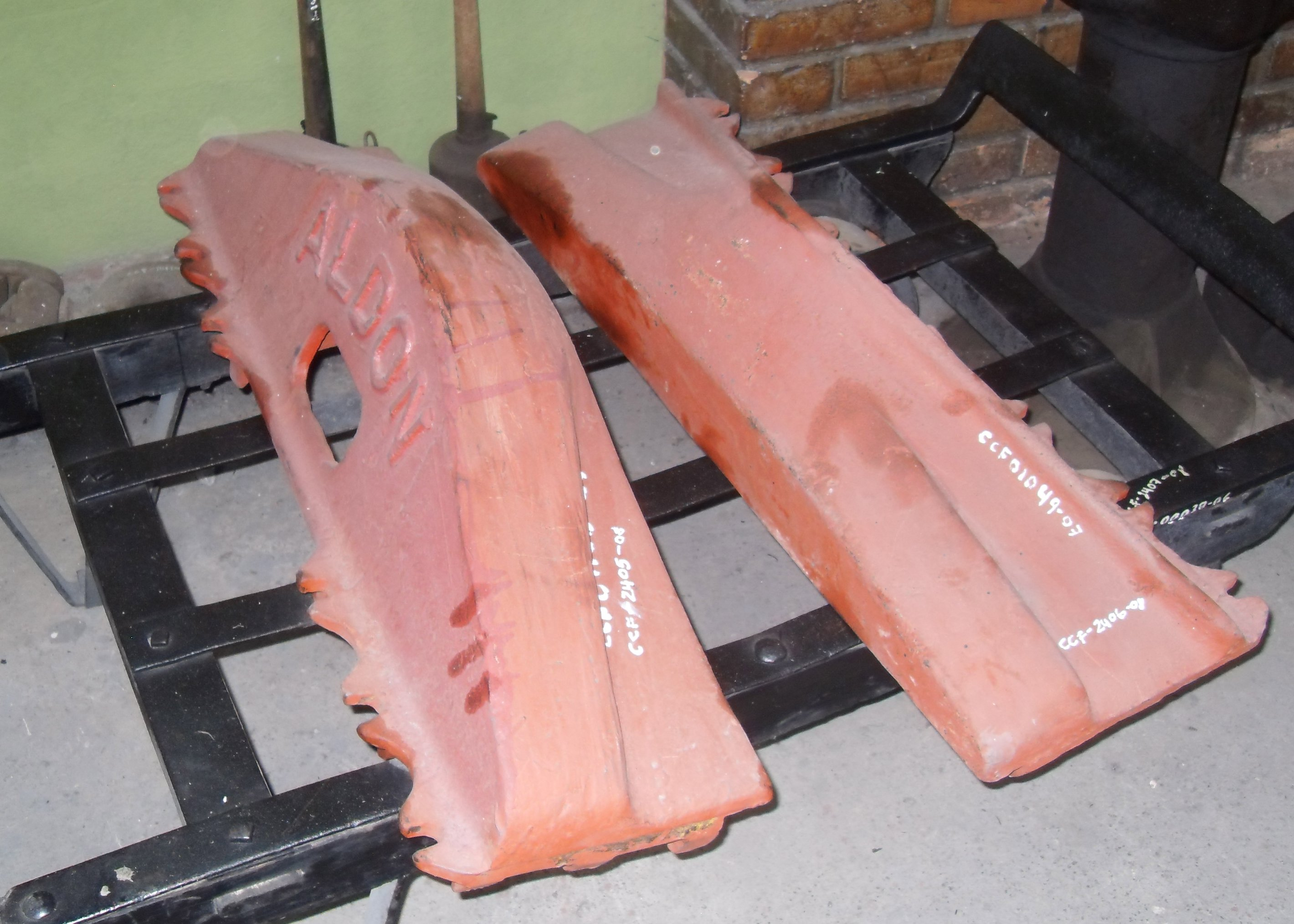
Obvyklejší podoba nakolejovacích klínů – na některých drahách nezbytné vybavení lokomotiv